# Bajo la influencia
Bajo la influencia (título original: Below the Beltway) es una película estadounidense de comedia de 2010, dirigida por Dave Fraunces, escrita por Jim Wareck y Brad Weir, musicalizada por Steve Pierson, en la fotografía estuvo Adam Silver y los protagonistas son Tate Donovan, Sarah Clarke y Kip Pardue, entre otros. El filme fue producido por TIN OR W Productions y 21st Street Films; se estrenó el 23 de abril de 2010.

## Sinopsis
Paul Gibson, un asesor político que está en un mal momento, debido a algunos errores que cometió en unas declaraciones a la prensa, conoce por casualidad a Anne, asistente de un senador de Estados Unidos, y se entera de que este tuvo años atrás una relación extramatrimonial con una menor. Con ganas de regresar a la política, Gibson, aprovecha esa información para tratar de arruinar la carrera del senador y recomponer la suya.